# 348
Năm 348 là một năm trong lịch Julius.